# Eudarcia hedemanni
Eudarcia hedemanni är en fjärilsart som beskrevs av Hans Rebel 1899. Eudarcia hedemanni ingår i släktet Eudarcia och familjen äkta malar.
Artens utbredningsområde är Österrike. Inga underarter finns listade i Catalogue of Life.